# Valentin (бункер)
Бункер-укрытие подводных лодок «Валентин» (нем. U-Boot-Bunker Valentin, англ. Valentin submarine pen) — чрезвычайно крупный бункер подводных лодок, строившийся Кригсмарине в 1943—1945 годах. Возведён на реке Везер. Предназначался для сборки доставляемых с заводов секций подводных лодок типа XXI и защиты строящихся субмарин от воздушных налётов. 27 марта 1945 года был сильно повреждён бомбардировками британской авиации и не восстановлен. Сохранился до наших дней.

## История
К 1942 году, из-за бомбардировок союзников, темпы строительства подводных лодок на германских судостроительных заводах существенно замедлились. Защищённости этих заводов (в отличие от баз передового базирования) первоначально не уделялось особого внимания, так как судостроительные предприятия располагались на балтийском побережье Германии и были хорошо прикрыты истребительной авиацией. Но к середине войны установившееся преобладание англо-американской авиации в воздухе привело к тому, что балтийские порты стали подвергаться интенсивным бомбардировкам.
В качестве выхода из положения, немецкие инженеры предложили реформировать процесс строительства субмарин. Секции корпусов подводных лодок должны были изготавливаться на рассредоточенных по германским территориям предприятиях, а затем доставляться на хорошо защищённые прибрежные сборочные предприятия для сборки и спуска на воду. Таким образом, на наиболее уязвимую часть процесса — стапельную сборку — приходился минимум времени. Предполагалось, что стапельная сборка будет осуществляться в укреплённых бункерах (напоминающих те, которые уже использовались для ремонта и обслуживания субмарин на подвергающихся частым воздушным налётам передовых базах).
В начале 1943 года был составлен проект гигантского сборочного завода, целиком расположенного в укрепленном бункере. Бункер, получивший кодовое наименование «Valentin», предполагалось построить на реке Везер, вблизи Бремена, в глубине Германии. Предполагалось, что подобный комплекс, соединённый железнодорожной сетью с изготавливающими секции субмарин предприятиями, сможет поддерживать темпы спуска на воду подводных лодок вне зависимости от ситуации.

## Конструкция
Огромный бункер имел длину в 426 метров, ширину в наиболее широкой части 97 метров и высоту до 27 метров. Крыша его собиралась из множества огромных железобетонных арок, изготовляемых на месте. Средняя толщина крыши составляла 4,5 метра, но в отдельных частях доходила до 7 метров за счет дополнительных усилений (предпринятых ещё до окончания строительства). На постройку бункера планировалось израсходовать до 500 тыс. кубических метров бетона.
Внутри бункера размещались 13 отдельных сборочных блоков, в каждом из которых последовательно выполнялась одна из стадий процесса сборки субмарины. Доставленные с заводов секции соединялись конвейерным методом, собираемая лодка переходила из блока в блок.
Блоки 9 и 10 имели более высокие потолки (в крыше бункера над ними были сделаны специальные выступы, чтобы не уменьшать её толщину), так как в них осуществлялся процесс установки на субмарины рубок и перископов.
Последний блок, № 13, представлял собой сухой док, соединённый водонепроницаемыми воротами с ведущим в Везер каналом. Завершённая сборкой в блоке 12, субмарина доставлялась в 13-й, где и спускалась на воду. После проверки на отсутствие протечек и испытаний двигателей, субмарина выводилась через открывающиеся ворота наружу, и проплыв по каналу, выходила в Везер.
Помимо сборочных блоков, в бункере также находились склады комплектующих частей, ремонтные мастерские, баки с горюче-смазочными материалами.
Предполагалось, что бункер, вне зависимости от тяжести бомбардировок, сможет к апрелю 1945 года осуществлять сборку трёх субмарин новейшего типа XXI в месяц. К августу 1945 года предполагалось выйти на проектный темп и спускать на воду по 14 субмарин в месяц. Эти показатели никогда не были достигнуты.

## Строительство
Строительство бункера началось в феврале 1943 года. Большую часть из 10 тыс. рабочих составляли узники нацистских концлагерей, принуждаемые к возведению стратегических объектов Германии организацией Тодта. Для размещения рабочих вокруг бункера были выстроены семь концентрационных лагерей. В отличие от других подобных объектов, бункер «Валентин» целиком находился под контролем Кригсмарине и функции надзирателей выполнялись персоналом флота. Считается, что более 6 тыс. рабочих погибло во время строительства — больше, чем все потери населения соседнего города Бремен от бомбардировок за все время войны.
К марту 1945 года, строительство бункера было завершено на 90 %, и предполагалось, что производство подводных лодок сможет начаться спустя два месяца.

## Бомбардировки бункера союзной авиацией

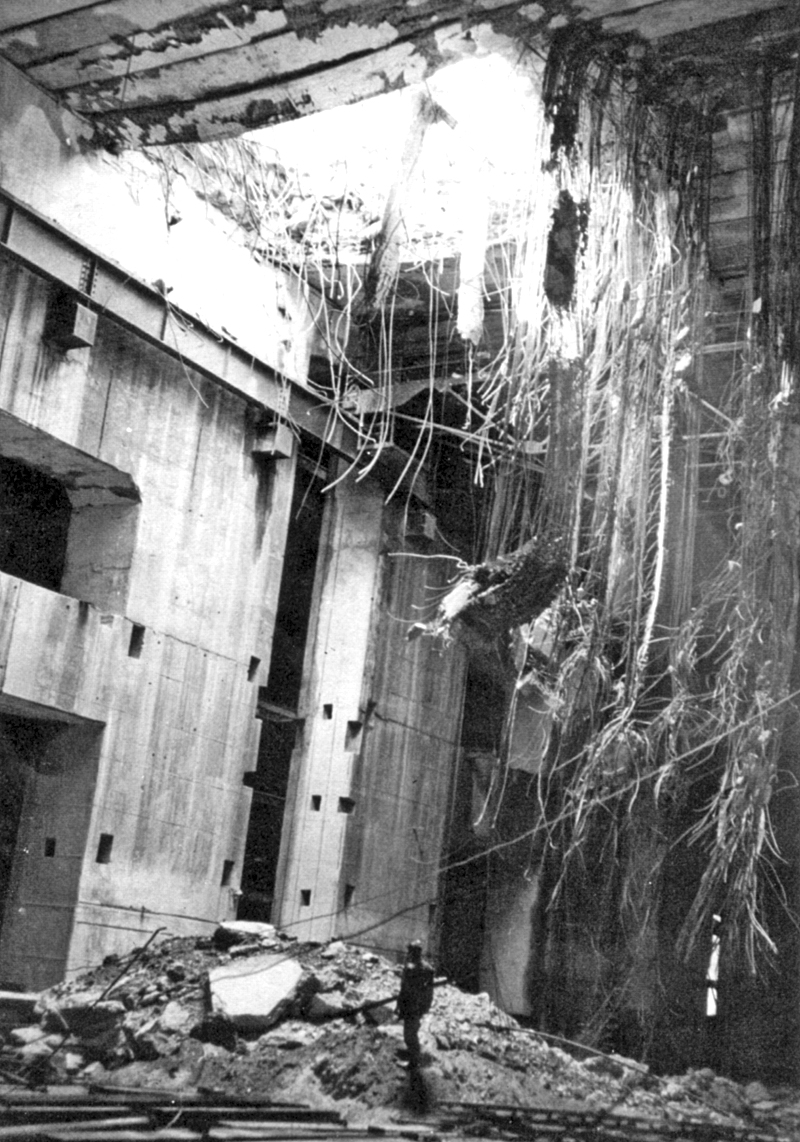
Повреждения бункера

27 марта 1945 года королевские военно-воздушные силы атаковали район бункера. В атаке приняли участие 135 тяжелых бомбардировщиков Avro Lancaster, сопровождаемых 90 истребителями North American P-51 Mustang. Атаке подвергся не только бункер, но и окрестности, включая топливную базу в деревне Schwanewede.
Непосредственно по бункеру нанесли удар 20 «Ланкастеров», снаряженных сверхтяжелыми бетонобойными бомбами. Семь из них несли 5-тонные бомбы Tallboy, остальные 13 — гигантские 10-тонные бомбы Grand Slam. Две сброшенные 10-тонные бомбы попали в крышу бункера, и углубились в бетон почти на четыре метра, прежде чем сдетонировать.
Взрывы гигантских бомб в толще бетона вызвали масштабное обрушение пораженных участков крыши бункера, почти 1000 тонн обломков рухнули в расположенные ниже цеха. Рабочие, находившиеся в момент налёта в бункере, уцелели по счастливой случайности — никто из них не находился в пораженных секциях. Кроме того, были разрушены находившиеся вне бункера электростанция и цементный завод. Послевоенные анализы показали, что от детонаций бомб в толще бетонной крыши в ней начались растрескивания, и последующие удары, вероятно, полностью разрушили бы бункер.
Три дня спустя, 30 марта, американские военно-воздушные силы атаковали бункер с помощью своего нового оружия — ракетных «бомб Диснея». Было сброшено 60 зарядов, но только один из них поразил бункер. Тем не менее, эта бомба нанесла некоторый урон, так как пробила свод конструкции и взорвалась внутри. Кроме того, урон был нанесен сооружениям снаружи бункера.
Вскоре после этих налетов работы над бункером были прекращены. Командование Кригсмарине убедилось, что союзники обладают оружием, способным поразить даже защищенные бетонные сооружения. Спустя четыре недели бункер был захвачен наступавшими британскими войсками.

## После войны

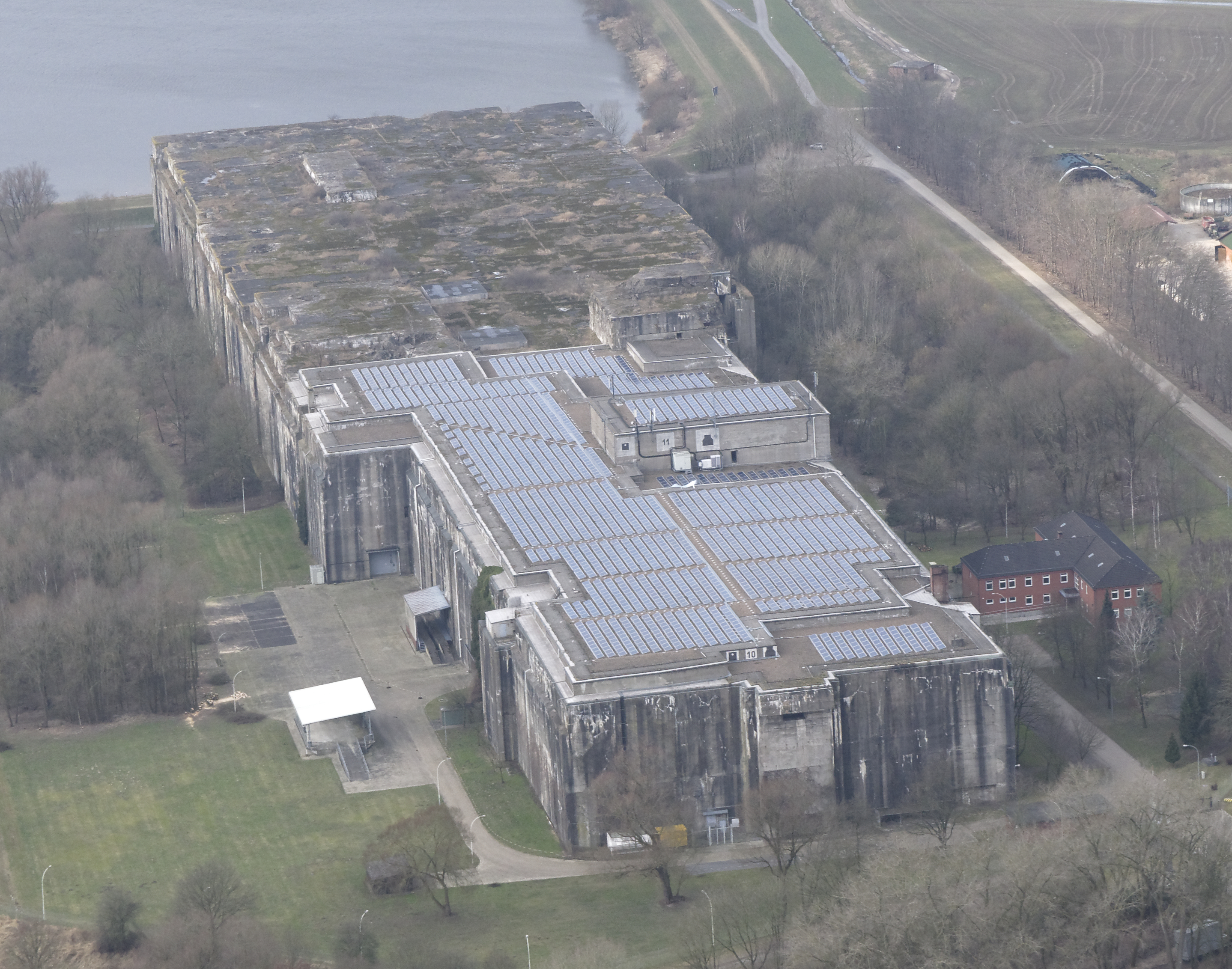
Солнечная электростанция на крыше бункера

После войны бункер активно использовался ВВС США и Великобритании для отработки оружия и методик поражения защищенных объектов. Было совершено около 140 вылетов, но бункер не был полностью разрушен.

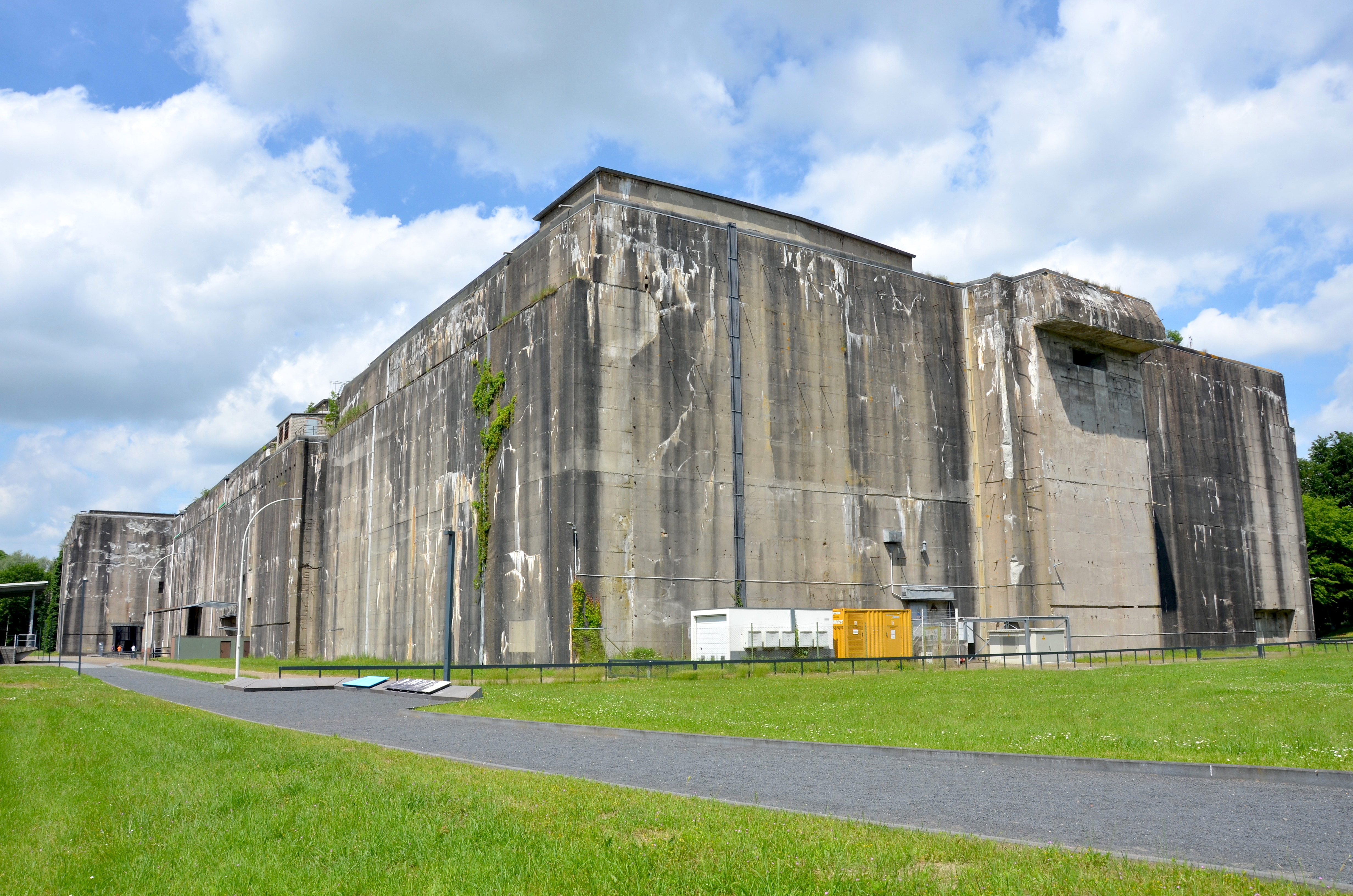
«Valentin» с юго-восточной стороны

После завершения испытаний предполагалось уничтожить бункер подрывом. Но против этого решения выступила общественность, опасаясь, что взрыв такой массивной конструкции может нанести тяжелый урон соседним деревням и гидроэлектростанции. Выдвигались различные идеи применения бункера — вплоть до оборудования в нём атомной электростанции — но в итоге в 1960-х годах ВМФ ФРГ использовал бункер как склад.
В 2008 году правительство ФРГ выставило бункер на продажу. В настоящее время бункер выкуплен группой частных инвесторов, которые хотят превратить его в музей и мемориал жертвам нацистского режима.
В 2012 году часть крыши была отдана под установку солнечных панелей.